# Łukasz Skorupski
Łukasz Skorupski (n. 5 mai 1991) este un  fotbalist polonez care joacă pe postul de portar pentru clubul italian Bologna.

## Carieră

### Primii ani
Născut la Zabrze, și-a început cariera de fotbalist profesionist la Górnik Zabrze. În februarie 2011, a fost împrumutat la Ruch Radzionków. S-a întors la Górnik după o jumătate de an.

### AS Roma
La 14 iulie 2013, Skorupski a semnat un contract pe patru ani cu echipa AS Roma din Serie A. Skorupski a debutat pentru AS Roma pe 9 ianuarie 2014, în victoria cu 1-0 din Coppa Italia asupra Sampdoriei. Skorupski a debutat în campionat cu Juventus, într-o înfrângere cu 0-1 în penultima partidă a sezonului, jucând și în ultima partidă din sezon, pierdută în fața lui Genoa cu același scor.
Pe 30 septembrie 2014, Skorupski și-a făcut debutul în cupele europene într-un meci din Liga Campionilor cu Manchester City, scor 1-1.

### Bologna
La 22 iunie 2018, AS Roma a confirmat faptul că l-a vândut pe Skorupski la Bologna pentru aproximativ 9 milioane de euro.

## La națională
A făcut parte din echipa națională de tineret a Poloniei U-20 și U-21. El și-a făcut debutul la naționala mare împotriva Macedoniei, într-un meci amical jucat la Aksu pe 14 decembrie 2012.
În luna mai a anului 2018 a fost numit în lotul lărgit de 35 de jucători pentru Campionatul Mondial din 2018 din Rusia.  El nu s-a aflat și pe lista finală de 23 de jucători.